# Ledenika
Ledenika (Bulgaars: Леденика) is een grot in Bulgarije, in het noordwesten van het Balkangebergte 16 kilometer buiten Vratsa.
De grot is ongeveer 300 meter lang en omvat zalen met karstformaties. De ingang bevindt zich 830 meter boven zeeniveau. De grot is zeer koud, in de winter bevinden zich ook ijsformaties rond de ingang van de grot. De naam van de grot verwijst naar deze kou: Леденик betekent gletsjer.

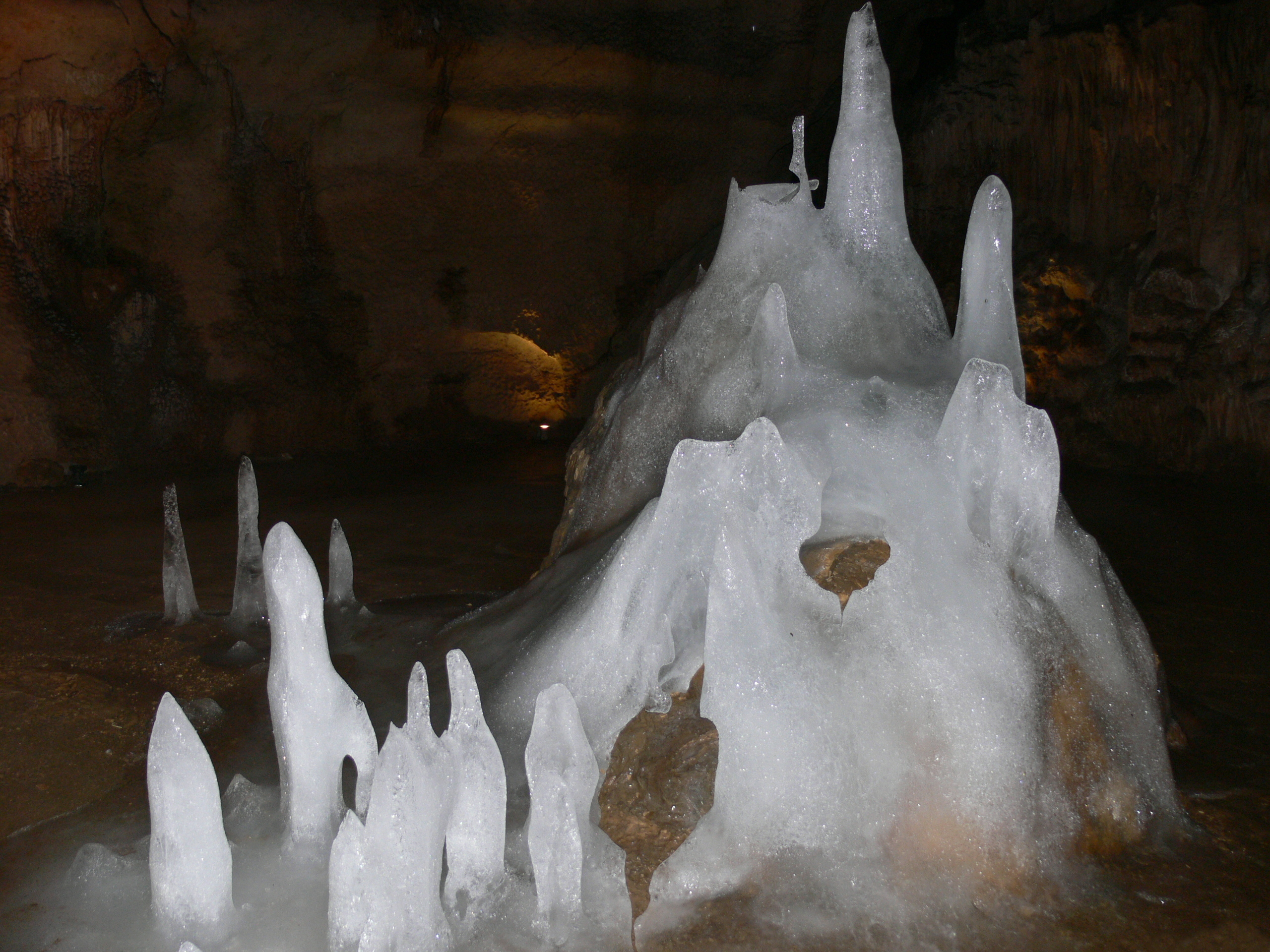
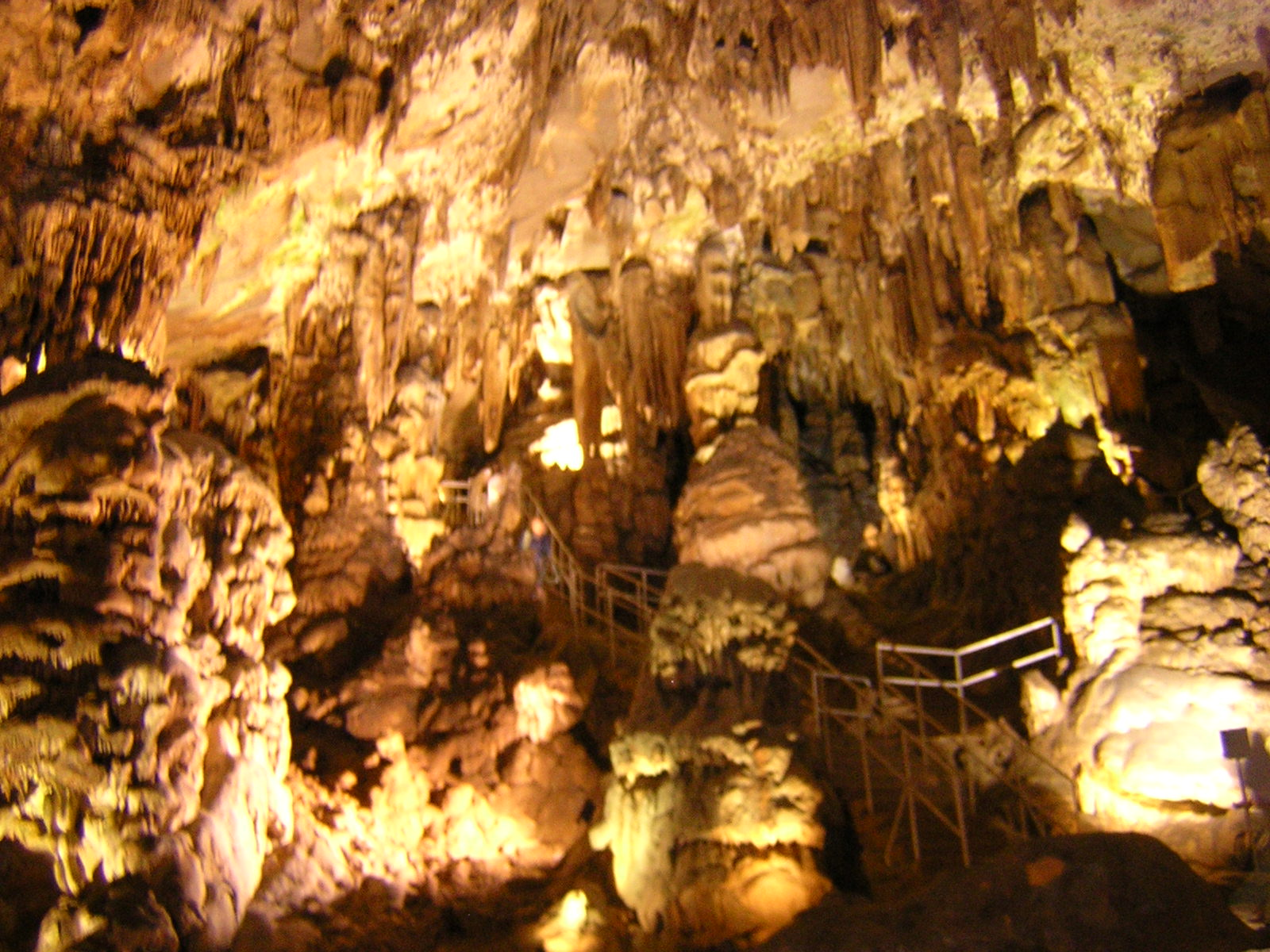
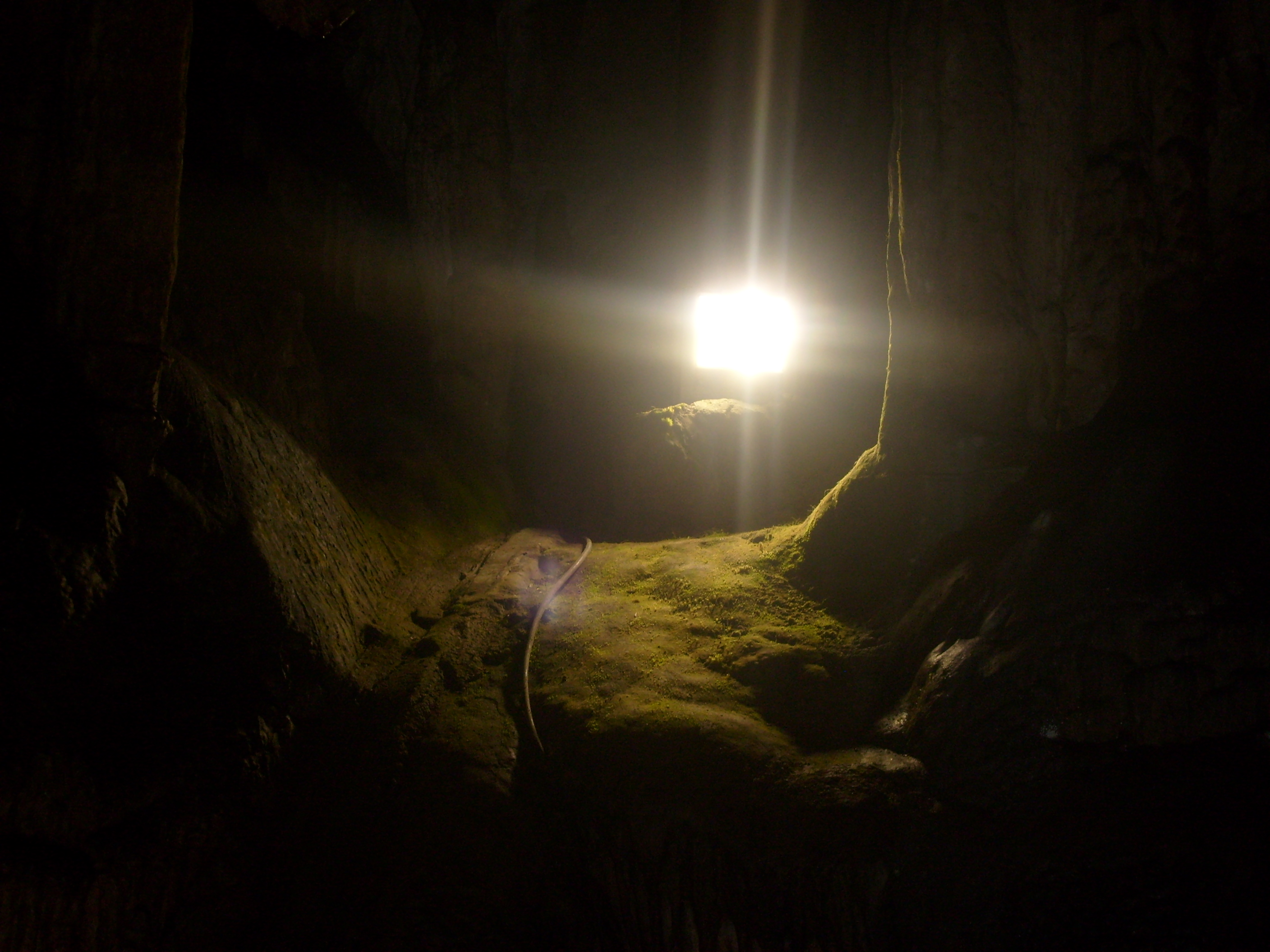
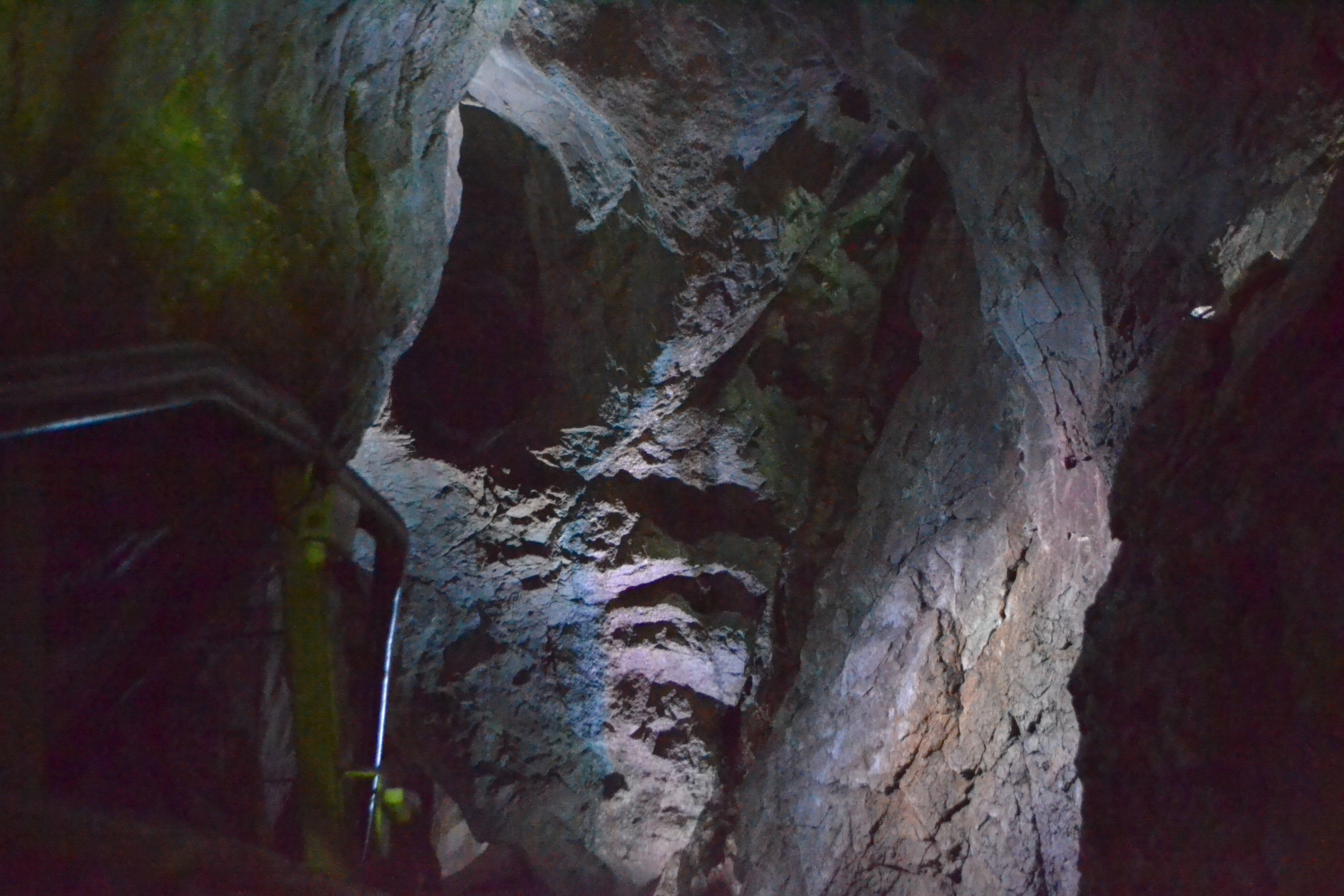
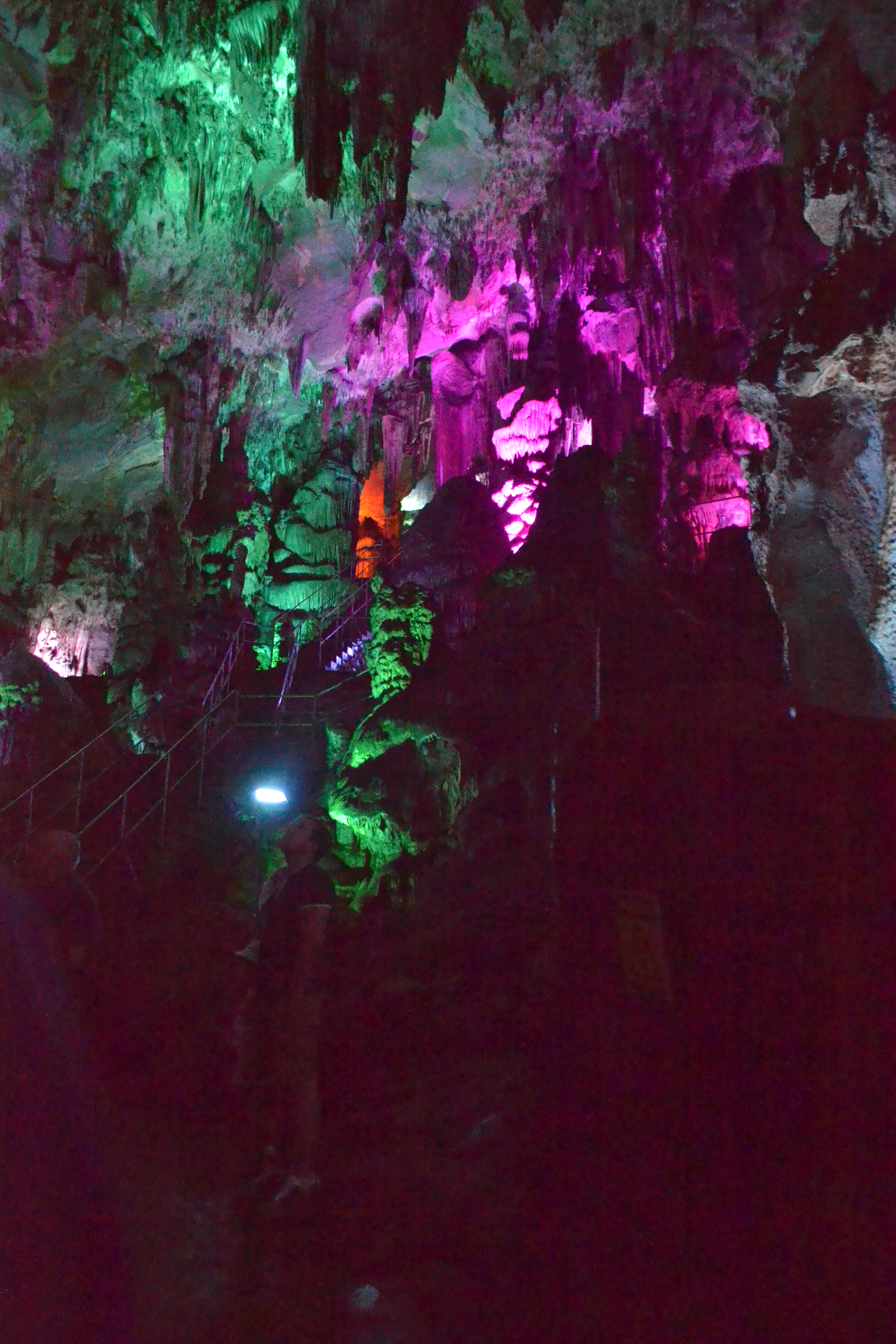
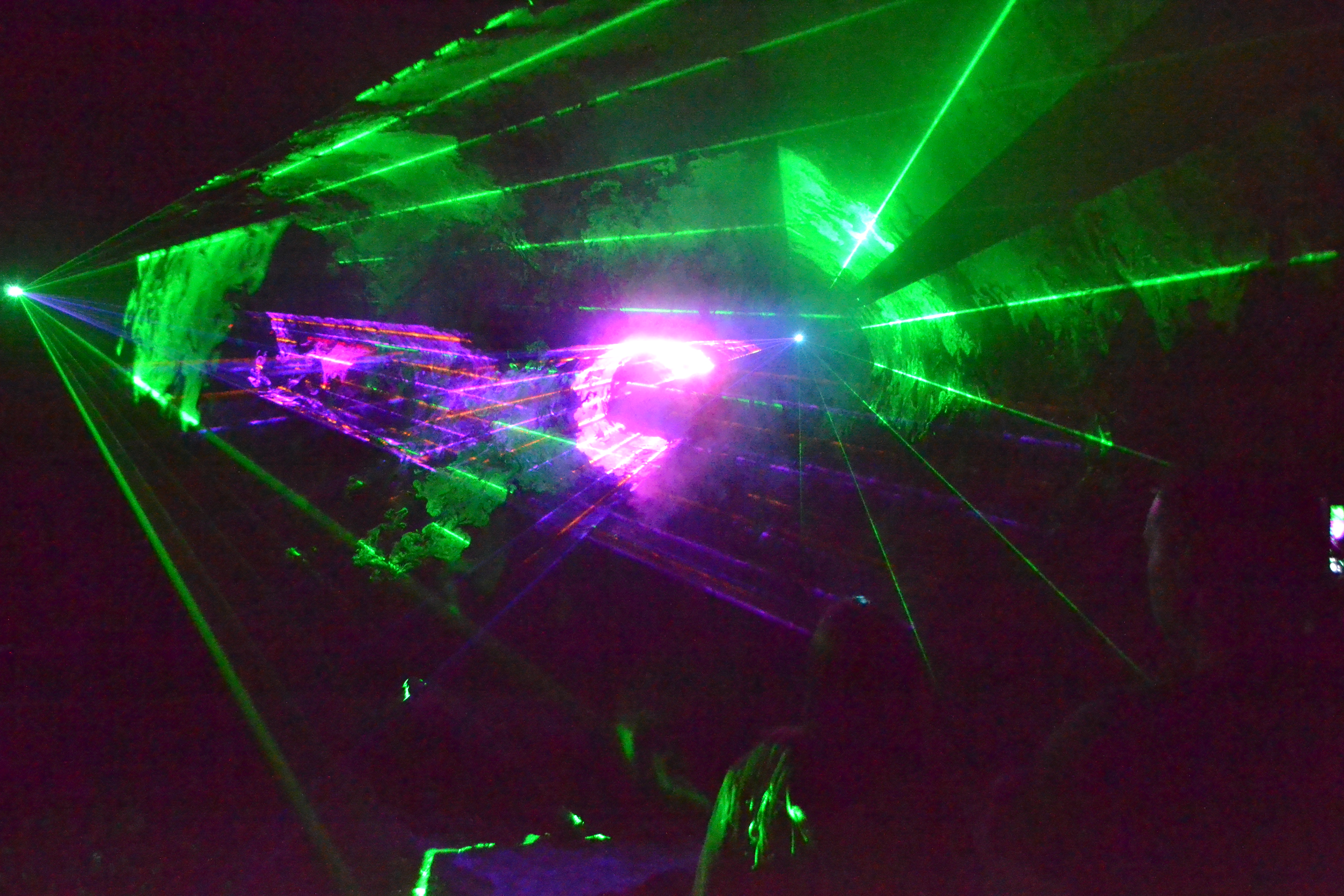
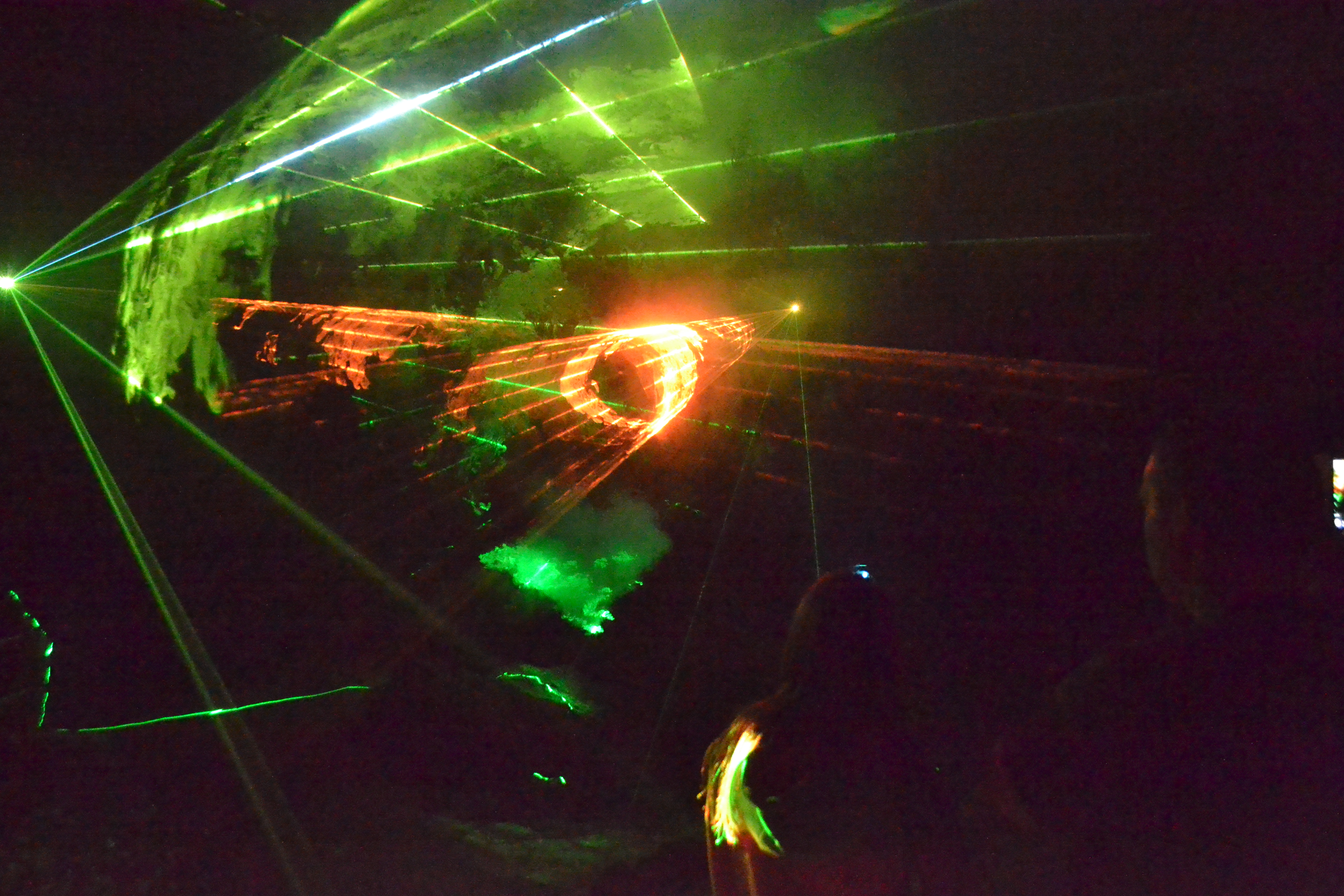
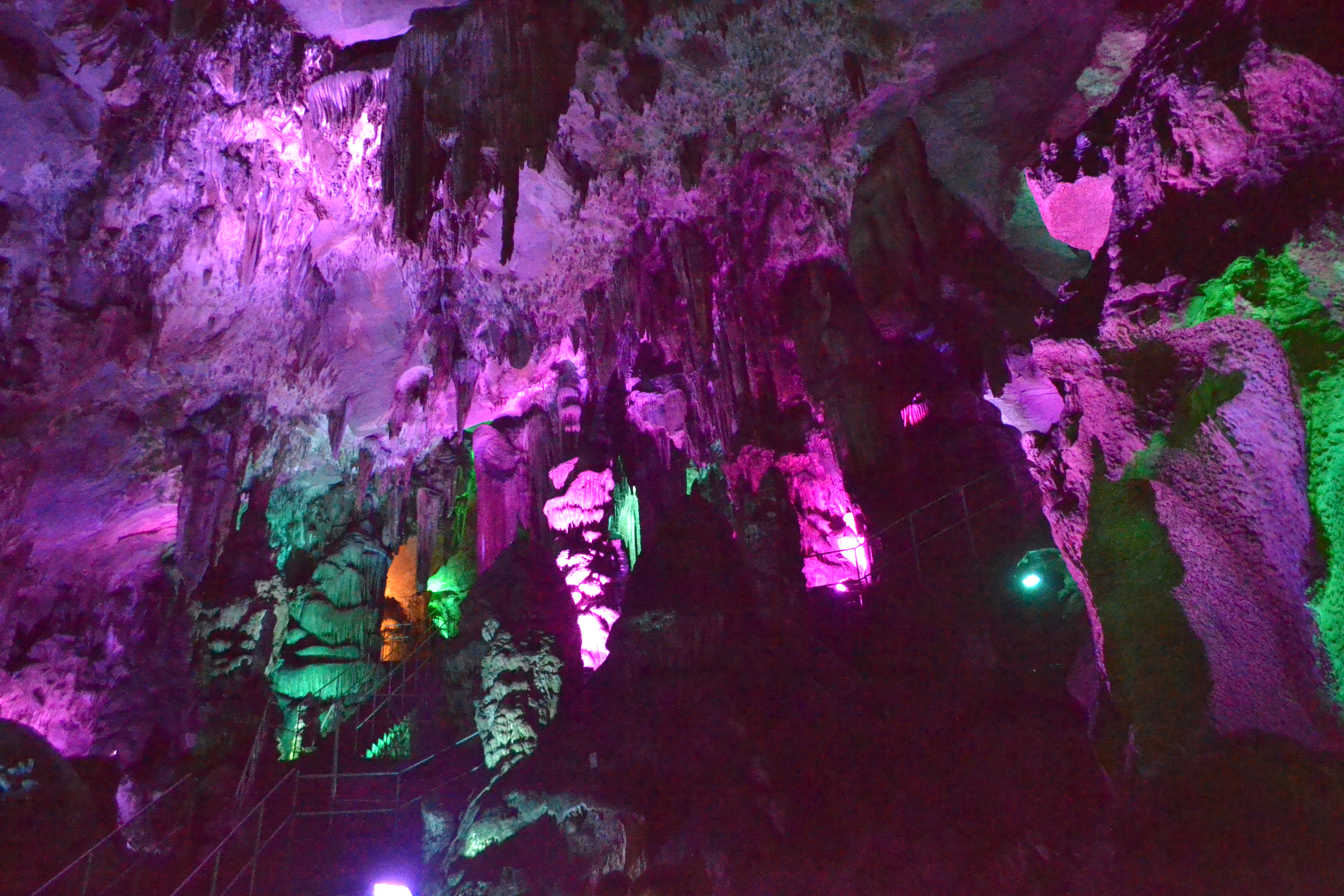
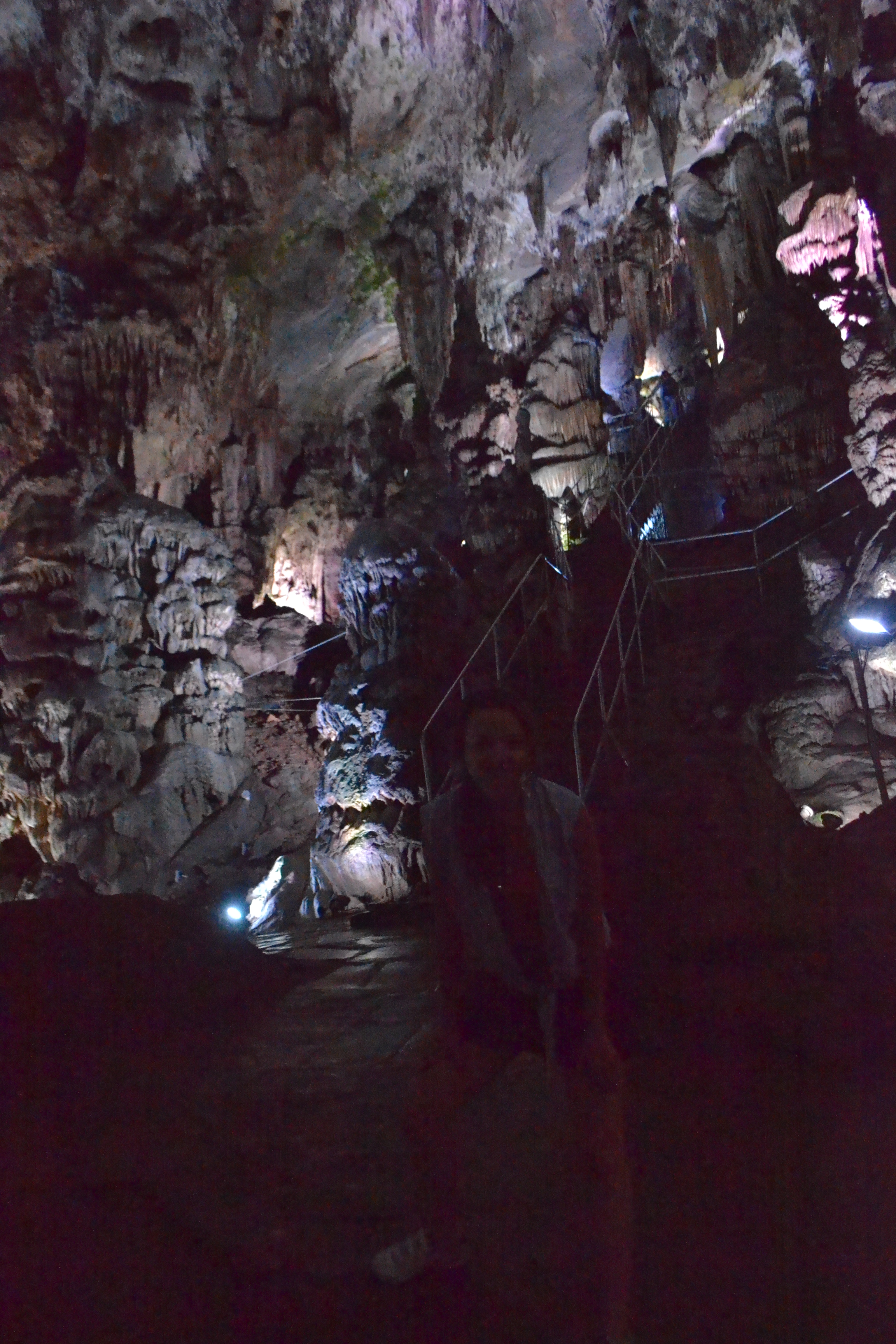
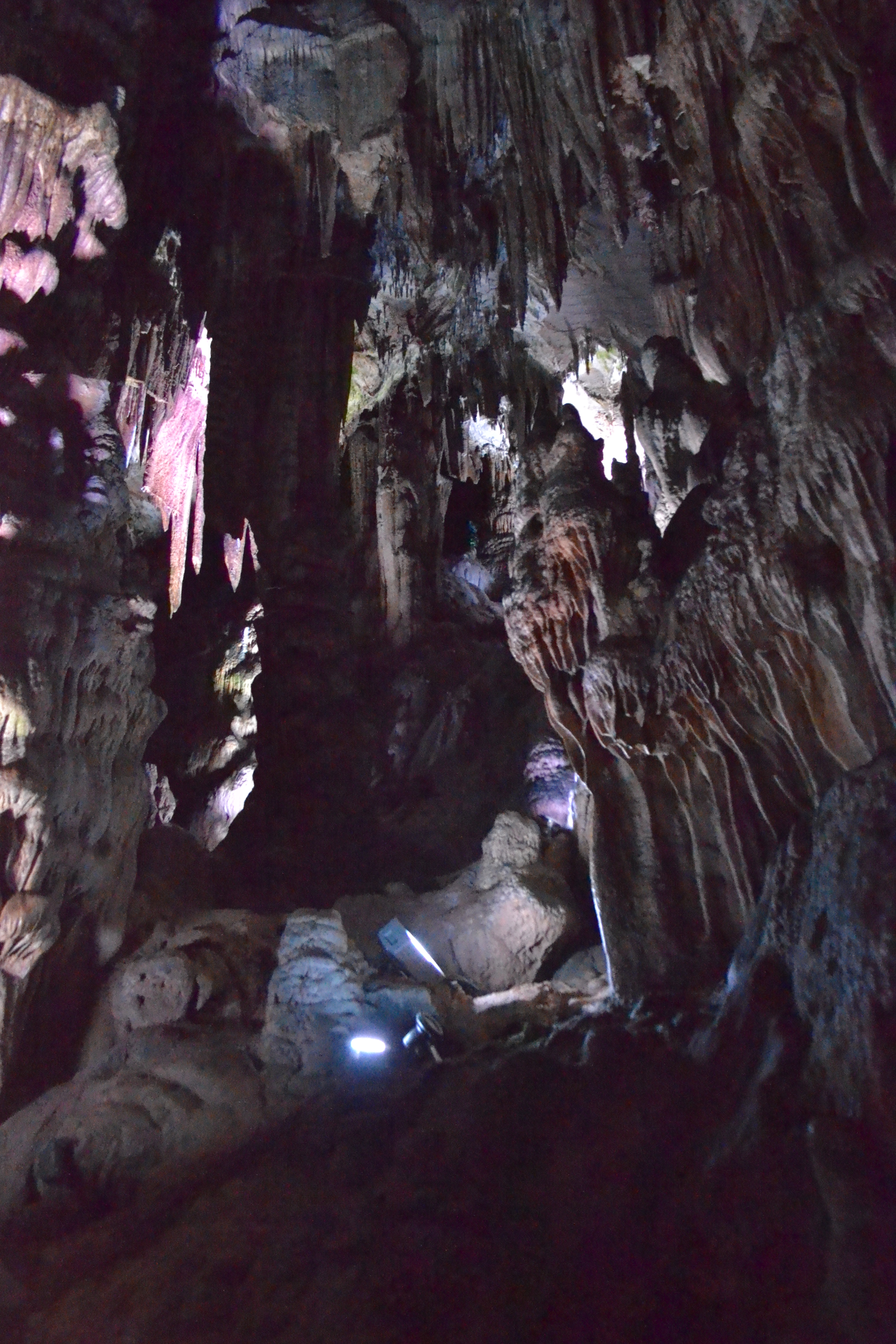
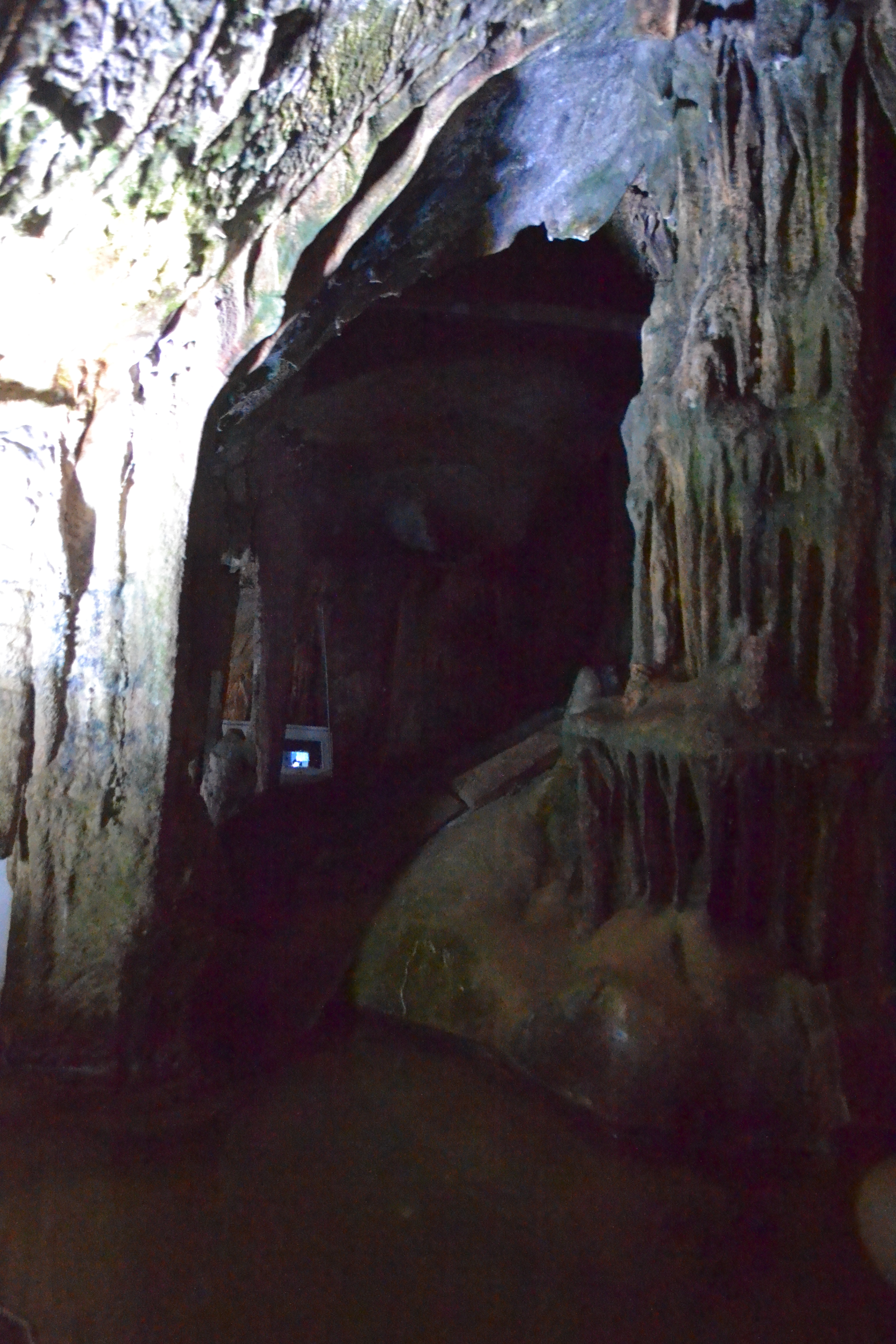
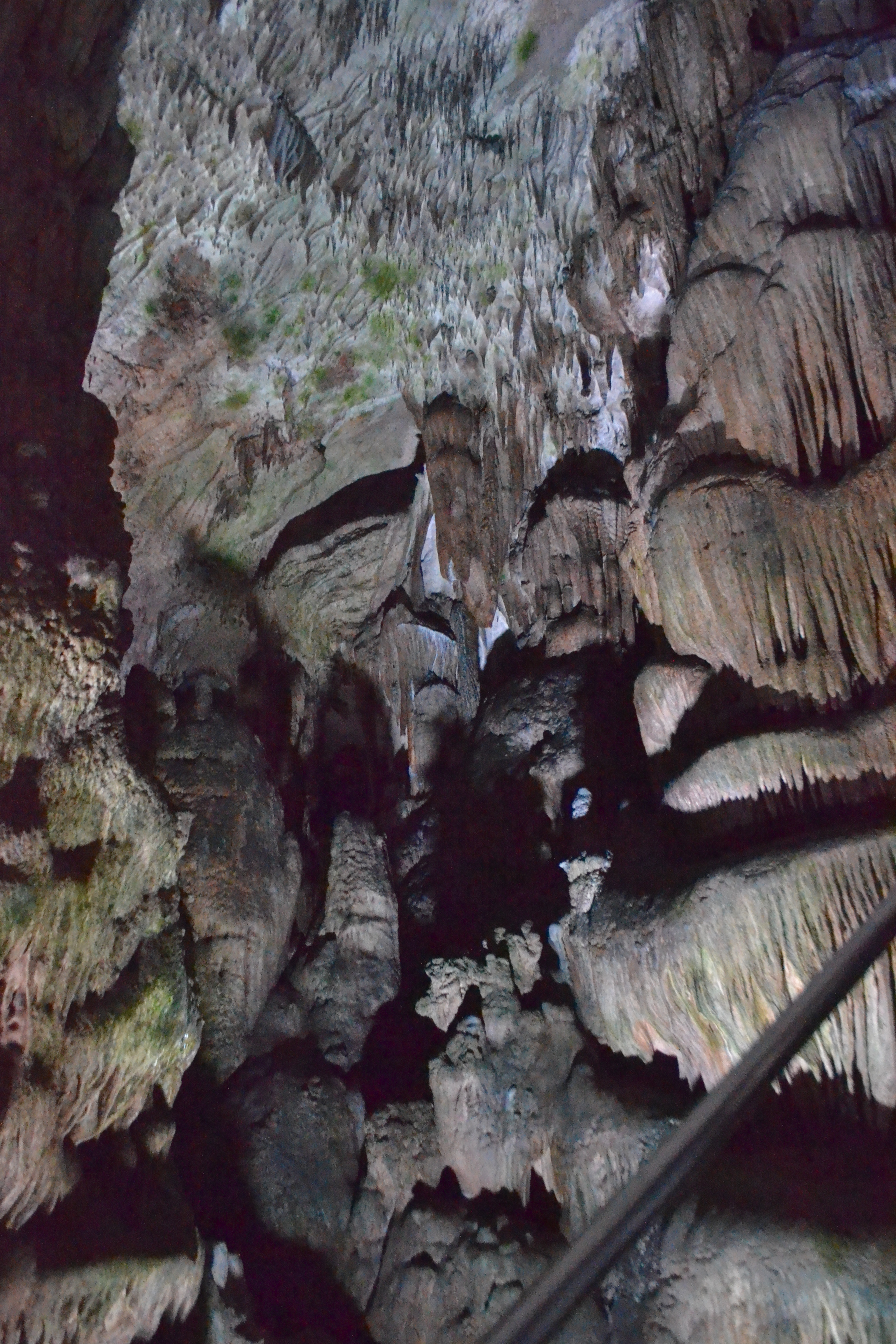
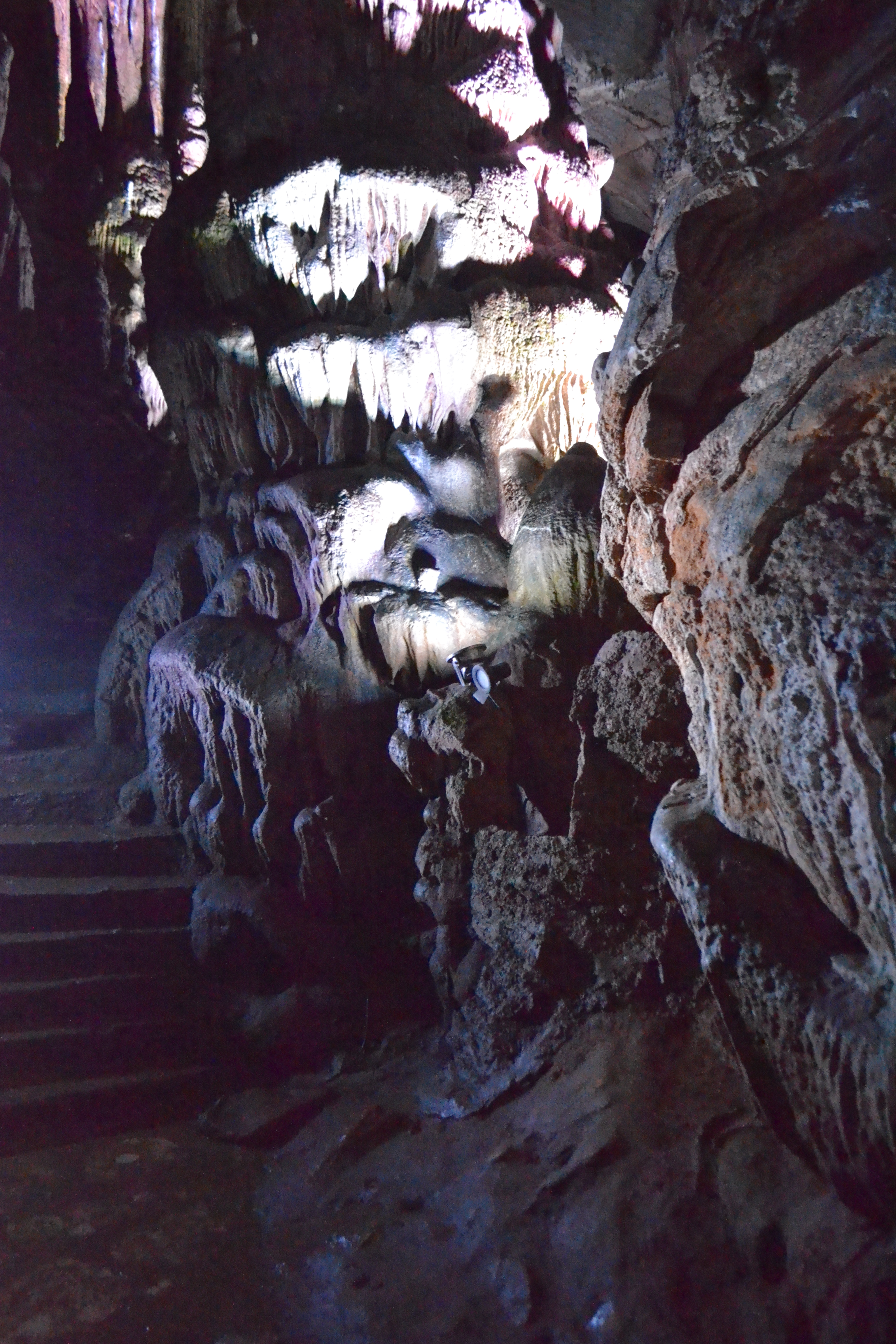
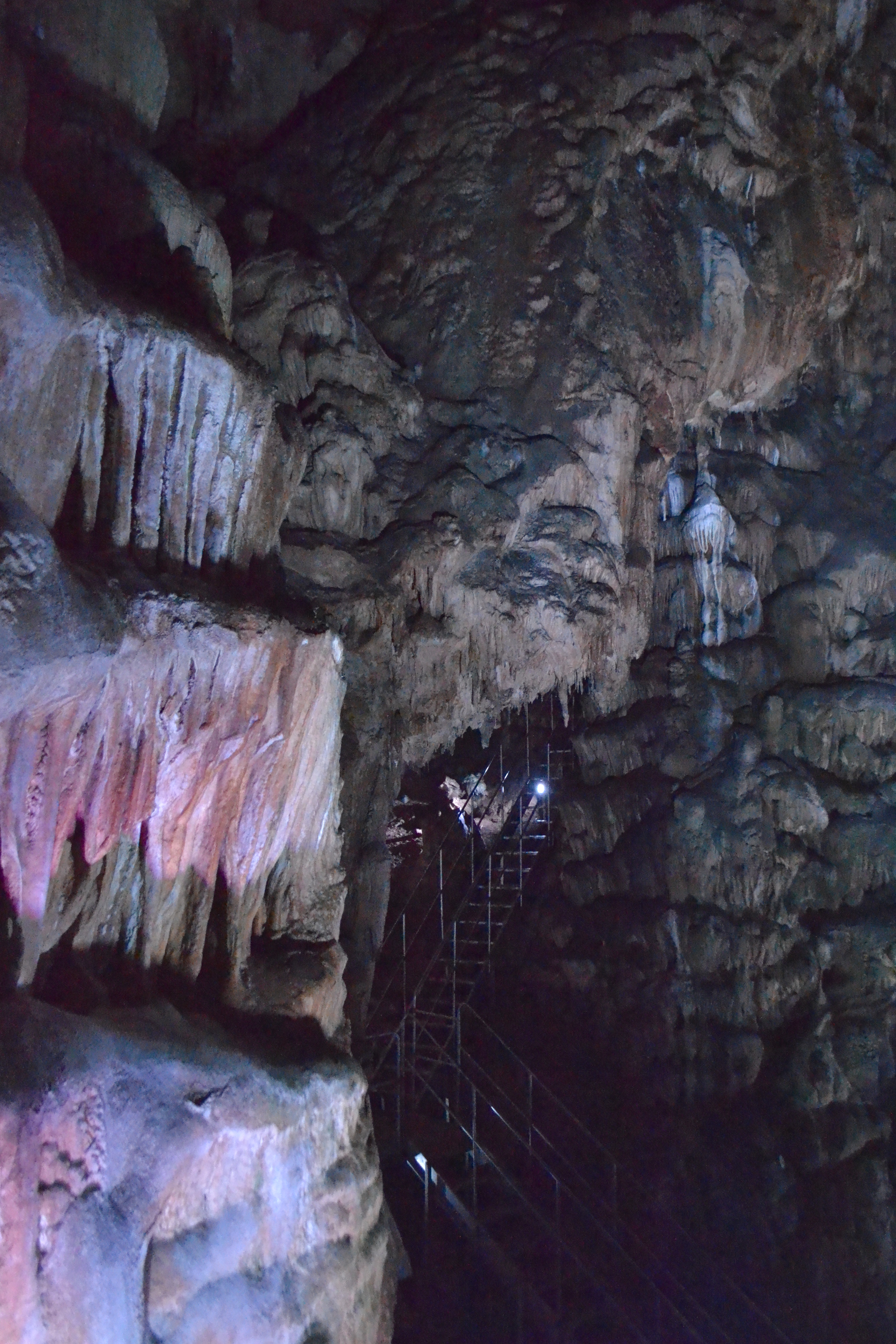
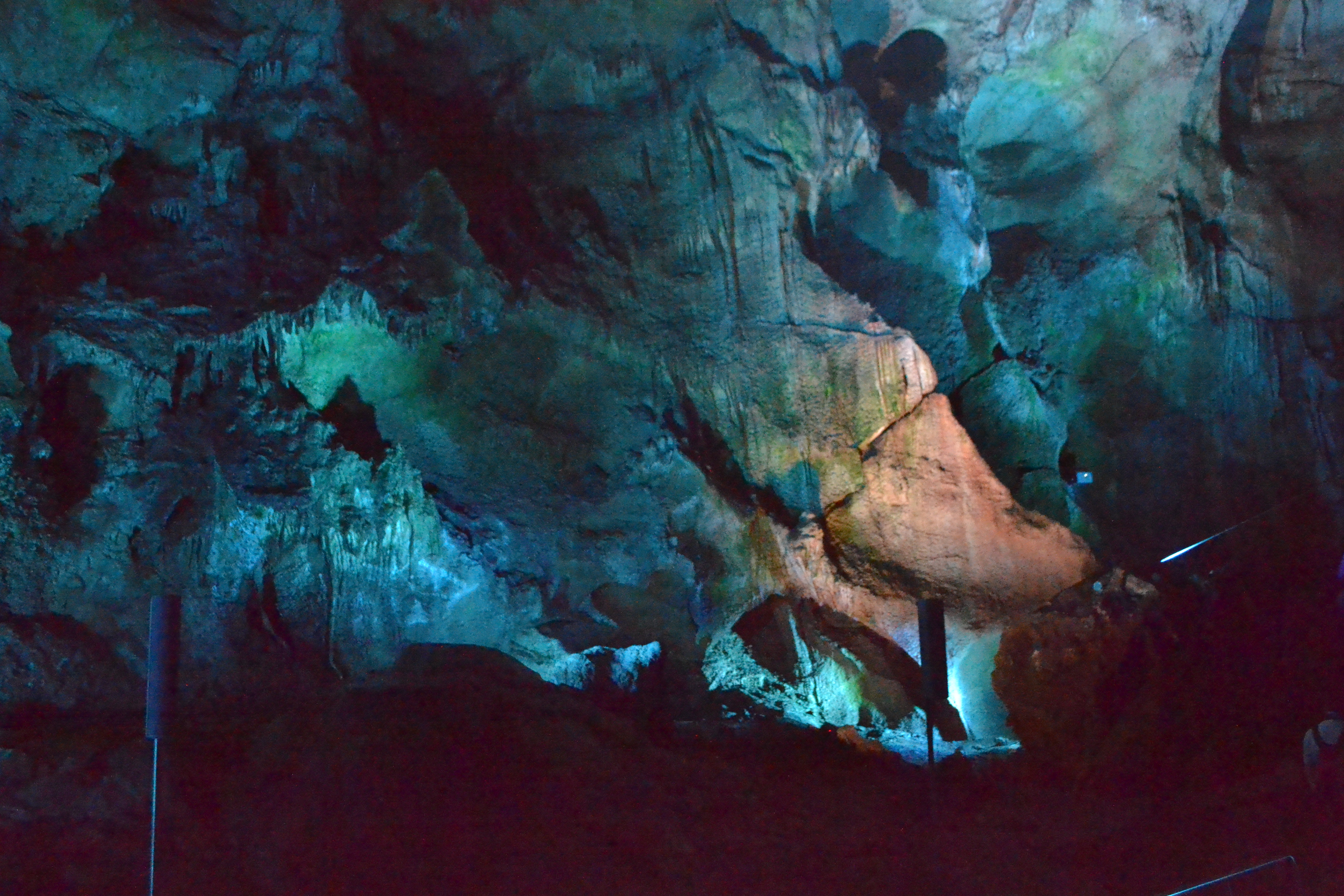